# Бихнеров левак
Бихнеров левак је део лабораторијског прибора који се користи код вакуум-филтрације. Углавном се производи од порцелана, а у мањој мери и од стакла и пластике. На врху косог дела налази се цилиндар са перфорисаним дном. Хиршов левак има сличан изглед, с тим што се зидови цилиндричног дела шире на споља. Овакав левак се користи за филтрацију мањих количина. Бихнеров левак је добио назив по индустријском хемичару Ернсту Бихнеру.

## Начин употребе
Бихнеров левак се обично користи у комбинацији са гуч-боцом, са којом се повезује гуменим прстеном. Гуч-боца се даље прикључује на вакуум-пумпу, која производи вакуум потребан за ефикасну филтрацију. Материјал за филтрацију (обично филтер-хартија), поставља се на дно Бихнеровог левка и овлажи, како би налегао на дно и тиме спречио цурење материјала који се филтрира. Течност која се филтрира се сипа у левак и пролази кроз филтер-хартију под утицајем вакуума који се добија из вакуум-пумпе, одвајајући се од чврсте фазе.
Предност овакве филтрације је брзина у односу на класичну филтрацију под утицајем гравитације. Приликом филтрације је битно пазити да течност која пролази кроз левак не препуни суд у којем се скупља, да не би доспела у вакуум-пумпу. Ово је нарочито важно ако се ваккум производи помоћу водене вакуум-пумпе, јер би дошло до испуштања опасних материја у водене токове. Ове опасности се могу смањити употребом додатног суда (испиралице) који се поставља између гуч-боце и извора вакуума.

## Примена
Бихнеров левак се користи приликом одвајања кристализованих супстанци од растварача. Вакуум додатно доприноси брзом сушењу кристала. Наравно, по завршеној вакуум-филтрацији, потребно је удаљити преосталу количину растварача (обично у сушници).